# Стина (Сату-Маре)
Стина (рум. Stâna) — село у повіті Сату-Маре в Румунії. Входить до складу комуни Соконд.
Село розташоване на відстані 418 км на північний захід від Бухареста, 32 км на південь від Сату-Маре, 94 км на північний захід від Клуж-Напоки.

## Населення
За даними перепису населення 2002 року у селі проживали 1034 особи.
Національний склад населення села:
| Національність | Кількість осіб | Відсоток |
| -------------- | -------------- | -------- |
| цигани         | 641            | 62,0%    |
| румуни         | 388            | 37,5%    |
| угорці         | 5              | 0,5%     |

Рідною мовою назвали:
| Мова      | Кількість осіб | Відсоток |
| --------- | -------------- | -------- |
| румунська | 993            | 96,0%    |
| циганська | 39             | 3,8%     |